# Thuần Hiến Hoàng quý phi
Thuần Hiến Hoàng quý phi Nghiêm thị (chữ Hán: 純獻皇貴妃嚴氏; Hangul: 순헌황귀비엄씨; 2 tháng 2 năm 1854 – 20 tháng 7 năm 1911) là một phi tần của Đại Hàn Cao Tông, là vị Hoàng đế đầu tiên của Đế quốc Đại Hàn. Bà là thân mẫu của Triều Tiên Anh Thân Vương Ý Mẫn.

## Tiểu sử
Bà xuất thân từ Ninh Việt Nghiêm thị (寧越嚴氏), là con gái của Nghiêm Trấn Tam (嚴鎮三; 엄진삼, Eom Jin-sam), được tặng làm Tán chính của Nghị Chính phủ. Năm 1862, Nghiêm thị tầm 6 tuổi nhập cung làm cung nữ, là thị tỳ hầu cận của Minh Thành hoàng hậu Mẫn thị, chính phi của Cao Tông.
Năm 1885, bà được vua Cao Tông sủng ái, sau đó bị Minh Thành hoàng hậu phát hiện nên bị trục xuất khỏi cung đình. Sau khi Minh Thành hoàng hậu bị sát hại trong Ất Mùi sự biến, Nghiêm thị được gọi lại vào cung.
Năm 1897, bà sinh hạ Triều Tiên Anh Thân Vương Lý Ngân, được tấn phong làm Quý nhân. Năm 1900, bà được phong Thuần tần (淳嬪), sau 10 tháng lại phong làm Thuần phi (淳妃), nơi ở gọi là Khánh Thiện cung (慶善宮). Bà mong muốn nắm được ngôi vị Hoàng hậu, nên tạo ra Nghiêm phi thăng Hậu vận động (严妃陞后运动) năm 1902, và sang năm 1903 thì Cao Tông chính thức ra chỉ dụ thăng bà làm Hoàng quý phi.
Khi ấy, thế lực họ Nghiêm cực mạnh, ngoại thích họ Nghiêm gồm Nghiêm Tuấn Nguyên (严俊源), Nghiêm Trụ Ích (严柱益), Kim Vĩnh Chấn (金永振),... cùng phe phái Nghiêm phi, thân cận Nhật Bản. Năm 1907, Cao Tông cử Anh Thân vương Lý Ngân sang Nhật Bản du học. Nghiêm phi lo lắng, nhiều lần yêu cầu Nhật Bản thống giám gặp con nhưng đều bị cự tuyệt.
Năm 1911, Hoàng Quý phi Nghiêm thị bệnh nguy, triều đình Triều Tiên muốn Anh Thân vương về nước. Nhưng ngày 20 tháng 7, Hoàng quý phi Nghiêm thị qua đời tại Tức Tộ đường (即祚堂) trong Đức Thọ cung, hưởng thọ 57 tuổi. Đại Hàn Cao Tông truy tôn bà là Thuần Hiến Hoàng Quý phi (純獻皇貴妃) và an táng theo nghi lễ Hậu cung.